# Oszczędność energii
Oszczędność energii – ilość zaoszczędzonej energii ustaloną w drodze pomiaru lub oszacowania zużycia przed wdrożeniem środka mającego na celu poprawę efektywności energetycznej i po jego wdrożeniu, z jednoczesnym zapewnieniem normalizacji warunków zewnętrznych wpływających na zużycie energii.